# دی‌آزابورین
دی‌آزابورین (به انگلیسی: Diazaborine) دارویی است که ساخت پروتئین از آر ان ای در ریبوزومها را مهار میکند.
دی‌آزابورین یک ترکیب شیمیایی با شناسه پاب‌کم ۴۸۱۷۰۹ است. 